# IC 317
IC 317 — галактика типу SB? (компактна витягнута галактика) у сузір'ї Ерідан.
Цей об'єкт міститься в оригінальній редакції індексного каталогу.